# Георгиевский (Железногорский район)
Гео́ргиевский — посёлок в Железногорском районе Курской области России. Входит в состав Волковского сельсовета.

## География
Расположен в 6 км к северо-востоку от Железногорска на правом берегу реки Рясник, практически на границе с Орловской областью.

## История
В 1926 году в посёлке было 16 дворов (в том числе 15 крестьянского типа), проживало 99 человек (48 мужчин и 51 женщина). В то время Георгиевский входил в состав Трубиченского сельсовета Долбенкинской волости Дмитровского уезда Орловской губернии. В 1928 году вошёл в состав Михайловского (ныне Железногорского) района. В 1937 году в Георгиевском было 9 дворов. Во время Великой Отечественной войны, с октября 1941 года по февраль 1943 года, находился в зоне немецкой оккупации.

## Население
| 1926 | 1979 | 2002 | 2010 |
| ---- | ---- | ---- | ---- |
| 99   | ↘45  | ↘15  | ↘8   |